# هالیدهای سرب متیل آمونیوم

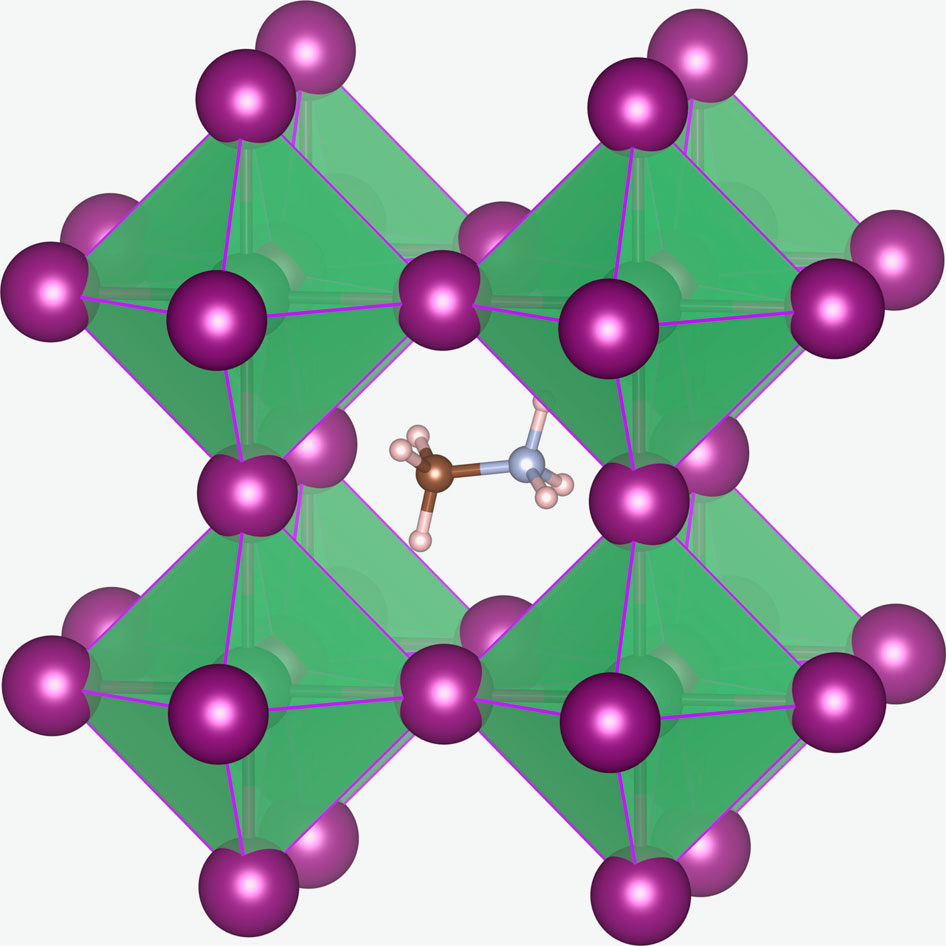
ساختار کریستالی CH _{3} NH _{3} PbX _{3.}

هالیدهای سرب متیل آمونیوم (MALHs) ترکیباتی جامد با ساختار پروسکایت و فرمول شیمیایی CH 3 NH 3 PbX 3 هستند که در آن X = I, Br یا Cl است. از کاربردهای بلقوه آنها می‌توان به استفاده در سلول‌های خورشیدی، لیزرها، دیودهای ساطع نور، آشکارسازهای نوری، آشکارسازهای تشعشع، سوسوزن، ذخیره‌سازی داده‌های مغناطیسی نوری و تولید هیدروژن اشاره کرد.

## خواص و ترکیب‌ها
در ساختار کریستالی مکعبی CH 3 NH 3 PbX 3 اکتاهدر PbX 6 کاتیون متیل آمونیوم (CH 3 NH 3 +) را احاطه کرده است. یون‌های X ثابت نیستند و با انرژی فعال سازی 0.6 eV می‌توانند از طریق کریستال مهاجرت کنند. مهاجرت با کمک جای خالی است. کاتیون‌های متیل آمونیوم توانایی چرخش در داخل قفس خود را دارند. در دمای اتاق، یون‌ها دارای محور CN به سمت جهت سلول‌های واحد هستند و مولکول‌ها به‌طور تصادفی به یکی دیگر از جهت‌های شش چهره در مقیاس زمانی 3 ps تغییر می‌کنند.
با افزایش دما حلالیت MALHها کاهش شدیدی پیدا می‌کنند: از ۰٫۸ گرم در میلی لیتر در ۲۰ درجه سانتی گراد تا ۰٫۳ گرم در میلی لیتر در ۸۰ درجه سانتی گراد در دی متیل برای CH 3 NH 3 PbBr 3. این ویژگی در رشد فیلم‌ها و تک بلورهای MALH از محلول، با استفاده از مخلوطی ازپودرهای PbX 2 و پودرهای CH 3 NH 3 X به عنوان پیش‌ساز استفاده می‌شود. نرخ رشد ۳–۲۰ است میلی‌متر 3 در ساعت برای CH 3 NH 3 PbI 3 و رسیدن به ۳۸ میلی‌متر 3 در ساعت برای کریستال های CH 3 NH 3 PbBr 3.
کریستال‌های به دست آمده غیر پایدارند و وقتی که تا دمای اتاق سرد شدند در محلول رشد حل خواهندشد. آنها نوار ممنوعه از ۲٫۱۸ ولت برای CH 3 NH 3 PbBr 3 و ۱٫۵۱ ولت برای CH 3 NH 3 PBI 3، در حالی که تحرک حامل مربوطه است ۲۴ و ۶۷ سانتی‌متر 2 / (V · بازدید کنندگان). هدایت حرارتی آنها فوق‌العاده کم است، ~ 0.5 W / (K · متر) در دمای اتاق برای CH 3 NH 3 PBI 3.

## تجزیه نوری و تجزیه حرارتی CH3NH3PbX3
محققان یک مکانیسم مسیر تجزیه پیشنهادی برای CH 3 NH 3 PbI 3 در حضور آب که گازهای CH 3 NH 2 و HI را آزاد می‌کند به‌طور گسترده در سلول خورشیدی پروسکایت را در ابتدا پذیرفتند. در ادامه مشخص شد که گازهای اصلی آزاد شده در دمای بالا (> ۳۶۰ درجه سانتیگراد) در اثر تخریب حرارتی CH 3 NH 3 PbI 3 متیل یدید (CH 3 I) و آمونیاک (NH 3) هستند.
{\displaystyle {\ce {{CH3NH3PbI3(s)}->[\Delta] {PbI2(s)}+ {CH3I(g)}+ {NH3(g)}}}}
با استفاده از اندازه‌گیری‌های درجا XPS در سال ۲۰۱۷ استنباط شد که با حضور بخار آب، نمک CH 3 NH 3 I نمی‌تواند محصولی از تخریب پروسکایت CH 3 NH 3 PbI 3 شود.
مشابه درجه حرارت‌های بالا واکنش تخریب برای CH 3 NH 3 PbBr 3 تأیید شده است.
{\displaystyle {\ce {{CH3NH3PbBr3(s)}->[\Delta] {PbBr2(s)}+ {CH3Br(g)}+ {NH3(g)}}}}
علاوه بر آن، اندازه‌گیری‌های طیف‌سنجی جرمی با وضوح بالا در دمای پایین (کمتر از ۱۰۰ درجه سانتی‌گراد) که با عملکرد فتوولتائیک سازگار است نشان داد که CH 3 NH 3 PbI 3 برگشت‌پذیر است.
{\displaystyle {\ce {{CH3NH3PbI3(s)}<=>[\Delta ,h\nu ]{PbI2(s)}+{Pb^{0}(s)}+{I2(g)}+{CH3NH2(g)}+{HI(g)}}}}
و واکنش‌های تجزیه شیمیایی برگشت‌ناپذیر هنگام اعمال پالس‌های حرارتی یا نور در خلاء.
{\displaystyle {\ce {{CH3NH3PbI3(s)}->[\Delta,h\nu] {PbI2(s)}+ +{CH3I(g)}+ {NH3(g)}}}}
به تازگی، روشی برای مشخص کردن کمیت پایداری شیمیایی ذاتی پروسکایت‌های هالید هیبرید ترکیبی خودسرانه پیشنهاد شد.

## برنامه‌های کاربردی
MALHها کاربردهای بالقوهٔ زیادی در آشکارسازهای تشعشع، تولید هیدروژن، سلول‌های خورشیدی، لیزرها، دیودهای ساطع نور، آشکارسازهای نوری و سوسوزن دارند. در اکثر سلول‌های خورشیدی MALH راندمان تبدیل انرژی بیش از ۱۹٪ است.